# EW Возничего
EW Возничего (лат. EW Aurigae) — одиночная переменная звезда в созвездии Возничего на расстоянии (вычисленном из значения параллакса) приблизительно 18303 световых лет (около 5612 парсеков) от Солнца. Видимая звёздная величина звезды — от +13,85m до +13m.

## Характеристики
EW Возничего — жёлто-белая пульсирующая переменная звезда, классическая цефеида (DCEP) спектрального класса F. Эффективная температура — около 6555 К.